# چن کوئن
چن کوئن (چینی: 陳坤؛ زادهٔ ۴ فوریهٔ ۱۹۷۶) بازیگر و خواننده اهل چین است. نام او سه مرتبه در فهرست ۱۰۰ سلبریتی چینی فوربز قرار گرفته است.
از فیلم‌ها یا برنامه‌های تلویزیونی که وی در آن نقش داشته است، می‌توان به تأسیس یک حزب، پرواز شمشیرهای دروازه اژدها، مولان و تأسیس جمهوری اشاره کرد.